# Splatoon

Logo-ul jocului Splatoon (original)

Logo-ul jocului Splatoon 2

Splatoon  este o franciză de jocuri video de tip shooter, creată de Hisashi Nogami, dezvoltată, publicată și deținută de Nintendo. În jocurile din serie, două echipe de câte doi jucători încearcă să acopere cât mai mult teritoriu în culoarea echipei, folosind diverse arme cu cerneală. Din când în când, în aceste jocuri sunt niște evenimente, numite Splatfest(s), unde jucatorii aleg din 2 echipe (sau 3, în Splatoon 3) și se joaca contra oamenilor din celelalte echipe.

## Jocuri
Primul joc din serie a fost lansat pentru consola Wii U, peste aproximativ doi ani urmând următorul joc din serie. Splatoon 2 a primit un DLC plătit în 2018, numit Octo Expansion. Un al treilea joc din serie, Splatoon 3, a apărut în 2022. Splatoon 3 a primit un DLC platit compus din doua parți, al prima parte, care sa lansat in 2023, a adus zona principala din Splatoon 1, iar a doua parte, numita Side Order, s-a lansat în 2024.
| Joc        | Consolă         | Data lansării     |
| ---------- | --------------- | ----------------- |
| Splatoon   | Wii U           | 28 mai 2015       |
| Splatoon 2 | Nintendo Switch | 21 iulie 2017     |
| Splatoon 3 | Nintendo Switch | 9 septembrie 2022 |

## Media

### Manga
Splatoon a produs o serie de manga, publicată în CoroCoro Comics și creată de Sankichi Hinodeya, care cuprindea primele doua jocuri. Pe Aprilie 9, 2024, s-a lansat manga pentru Splatoon 3.